# Bartholomeus Dolendo
Pour les articles homonymes, voir Bartholomeus.
Bartholomeus Dolendo ou Bartholomeus Willemsz. Dolendo (Leyde, ca. 1571 - 1626) est graveur néerlandais.
Son frère Zacharias Dolendo est lui aussi un graveur.

## Biographie
Bartholomeus Dolendo est né entre 1570 et 1572 (il avait 50 ans en 1621) à Leyde.
Il aurait été instruit à la gravure par Hendrik Goltzius.
Dolendo est actif dans cette ville de 1589 à 1626. Il travaille principalement au burin, dans un style ouvert et non fouillis, sur des sujets historiques mais aussi religieux et mythologiques. Graveur de reproduction, il a aussi réalisé des plaques originales, et a parfois signé ses estampes de son nom ou d'un monogramme reprenant les lettres « BD » ou « BDO ».
Il a eu comme élève Gérard Dou.
Bartholomeus Dolendo meurt en mai 1626, et est enterré le 27 de ce mois, à l'église Saint-Pierre de Leyde.

## Œuvre

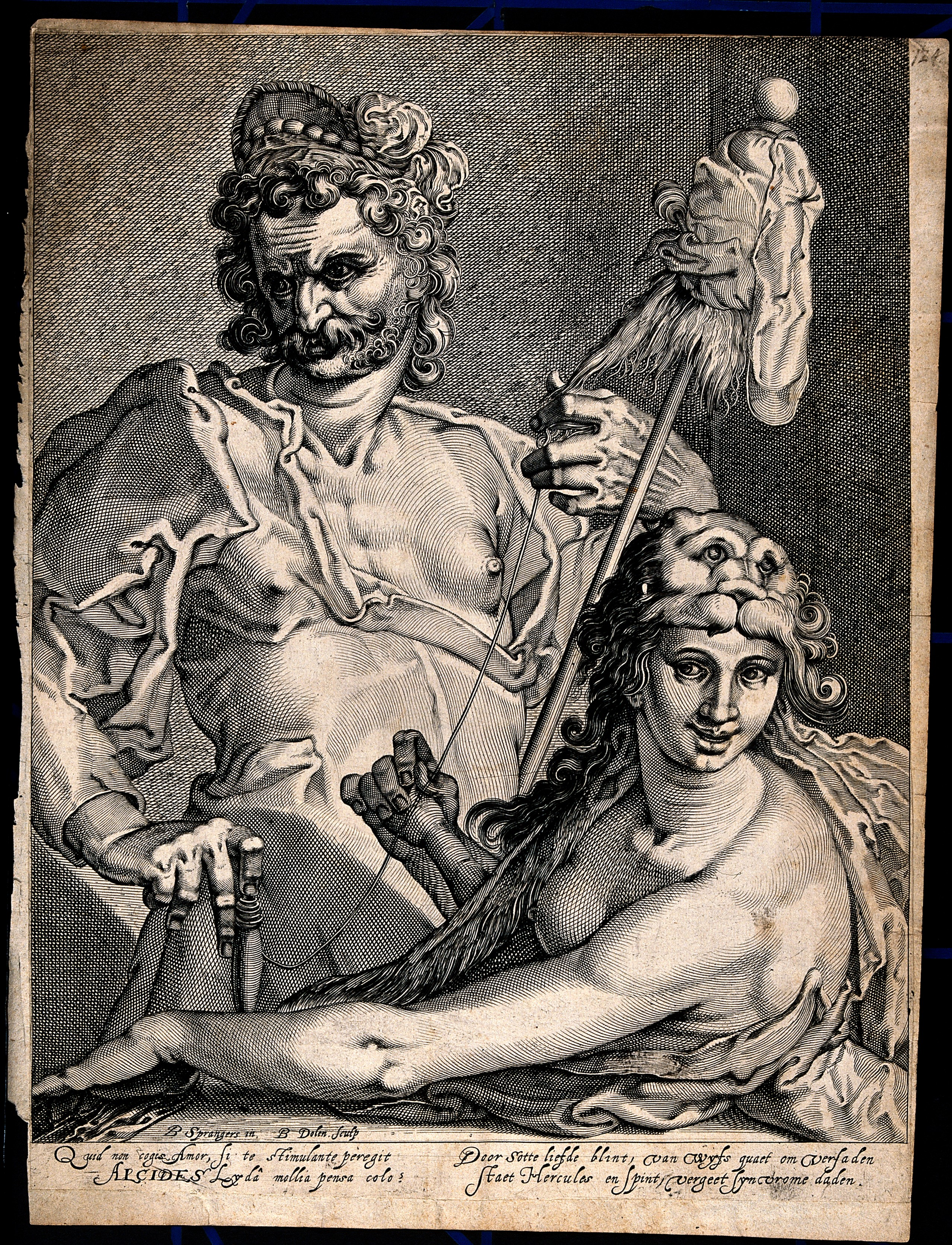
Hercule et Omphale

On connaît de lui les estampes suivantes :
- Jonas dans la Mer, avalé par la baleine, circulaire ;
- Jonas rejeté sur la rive, circulaire ;
- Une festivité néerlandaise ;
- Adam et Eve prenant le fruit interdit, d'après Carel van Mander ;
- Le Christ apparaissant à Marie Madeleine ;
- La Sainte famille, d'après Michiel Coxcie ;
- Saint Jean prêchant dans la nature ;
- Pyrame et Thisbé, d'après Crispin van den Broeck ;
- Jupiter et Cérès, d'après Bartholomeus Spranger ;
- Hercule et Omphale, d'après Bartholomeus Spranger ;
- L'Assomption de la Vierge.